# Danny Manning
Pour les articles homonymes, voir Manning.
Daniel Manning est un joueur puis entraîneur américain de basket-ball né le 17 mai 1966 à Hattiesburg, Mississippi. Fils d’un basketteur professionnel, il mesure 2,08 m et évolue au poste d'ailier pendant sa carrière de joueur. Manning remporte le championnat NCAA 1988 avec les Jayhawks du Kansas puis est sélectionné en première position de la draft 1988 de la NBA. Limité par des genoux fragiles, il passe 15 saisons en NBA.

## Carrière universitaire
Danny Manning entre à l’université du Kansas durant l’été 1984 où il s’impose rapidement comme un maillon important de l’équipe de basket-ball. Dès sa deuxième année avec les « Jayhawks » il atteint le Final Four (finale à 4) de la NCAA et devient le meilleur marqueur d’une équipe invaincue à domicile. Durant sa troisième saison sur le campus, Danny Manning tourne à 23,9 points et 9,5 rebonds par match mais décide qu’il est trop tôt pour tenter l’aventure de la NBA. Son année de senior est couronnée de succès. Auteur de 24,8 points par match, il remporte le titre universitaire en 1988 avec les Jayhawks. Cette performance associée aux divers records qu’il a battus en 4 ans lui valent de recevoir de nombreux honneurs individuels dont le titre de meilleur joueur du Final Four et le trophée Wooden and Naismith récompensant le meilleur joueur universitaire de l’année. Deux ans après avoir défendu victorieusement les couleurs des États-Unis aux championnats du monde, Manning est sélectionné pour les Jeux olympiques d'été de 1988 desquels il ramène la médaille de bronze.

## Carrière en NBA
Auréolé d’une excellente carrière universitaire, Danny Manning est sélectionné au premier rang de la draft 1988 par les Clippers de Los Angeles, plus mauvaise franchise de la ligue depuis 2 ans. Après un excellent début de saison durant lequel il fait preuve d’une grande polyvalence (16,7 points, 6,6 rebonds et 3,1 passes de moyenne par match), l’ailier débutant est arrêté net dès janvier 1989 par une déchirure des ligaments du genou droit. Contraint à l’opération, Danny Manning met un terme à sa saison après seulement 26 matches. La longue période de rééducation lui fait également manquer les 11 premiers matches de la saison 1989-90. Il revient sur les parquets à la fin du mois de novembre 1989 au sein d’une équipe en net progrès emmenée par Charles Smith et Ron Harper. L’ailier réitère ses performances de la saison précédente avec des moyennes de 16,3 points, 5,9 rebonds et 2,6 passes décisives en s’imposant comme un des joueurs les plus adroits de la ligue avec 53,3 % de réussite au tir. Après une nouvelle bonne saison juste émaillée par une tendinite au genou droit, Manning gagne une place de titulaire à l’orée de la saison 1991-92. Après plusieurs années difficiles, la stabilité de l’effectif des Clippers semble enfin porter ses fruits et sous l’impulsion de Larry Brown arrivé sur le banc en cours de saison, la franchise se qualifie pour les play-offs. Meilleur marqueur de l’équipe durant la saison régulière, Manning confirme en tournant à 22,6 points de moyenne au premier tour perdu face au Jazz de l'Utah.
Les Clippers se qualifient à nouveau pour les phases finales en 1993 dans le sillage d’un Danny Manning qui marque 22,8 points par match et participe à son premier NBA All-Star Game. Il établit un nouveau record de la franchise en termes de points marqués sur une saison avec 1800 et devient le premier Clipper à être invité au match des étoiles depuis Marques Johnson en 1986. Dans la foulée, l’ancien Jayhawk réalise un début de saison 1993-94 tonitruant en rendant les meilleures lignes statistiques de sa carrière avec 23,7 points, 7 rebonds et 4,2 passes. Auteur de son record de points en un match (43) et de son seul triple-double, Manning est invité à participer à son second All-Star Game aux côtés de David Robinson, Hakeem Olajuwon et Clyde Drexler dans l’équipe de l’Ouest. Peu après, les Clippers décident d’échanger leur ailier star contre Dominique Wilkins en provenance d’Atlanta. Danny Manning quitte alors Los Angeles avec le record de points marqués pour la franchise (7120). Il porte le maillot des Hawks pour les 26 derniers matches de la saison avant de devenir agent libre.
Recruté par les Suns de Phoenix en septembre 1994, Manning dispute 46 rencontres avant d’être à nouveau trahi par les ligaments de son genou droit. Il ne retrouve les parquets qu’en février 1996 pour finir la saison aux côtés de Charles Barkley et Kevin Johnson. Reconverti en remplaçant de luxe, Danny Manning participe au projet de reconstruction de la franchise à la suite du départ de Barkley durant l’été 1996. Auteur d’une saison 1997-98 ponctuée par des moyennes de 13,5 points et 5,6 rebonds par match en à peine plus de 25 minutes de présence sur le parquet, l’ancien Clipper se voit décerner le NBA Sixth Man of the Year Award récompensant le meilleur 6e homme de la ligue. De nouveaux problèmes au genou droit viennent ternir la fin de saison et empêcher Manning de participer aux play-offs. Après une dernière saison en demi-teinte avec les Suns, l’ancien All-Star connaît un été 1999 particulièrement agité. Échangé une première fois par les Suns contre Anfernee Hardaway en provenance d’Orlando, Manning atterrit finalement à Milwaukee où son temps de jeu diminue considérablement. Il dispute les 3 dernières années de sa carrière sous le maillot du Jazz, des Mavericks puis des Pistons avant de prendre sa retraite en juin 2003 pour devenir entraîneur-adjoint des Jayhawks du Kansas, l'équipe de basket-ball de l’université du Kansas, théâtre de ses premiers exploits.

## Carrière d'entraîneur
En 2014, Manning est nommé entraîneur de l'équipe de basket-ball universitaire des Demon Deacons de l'université de Wake Forest. En 2020, il est licencié par l'université en raison des résultats décevants de l'équipe (78 victoires pour 111 défaites et une seule qualification au tournoi NCAA).
Il fait partie de l'équipe d'entraîneurs des Terrapins du Maryland pour la saison 2021-2022. Après la démission de l'entraîneur principal Mark Turgeon (en) en décembre 2021, Manning effectue l'intérim. En avril 2022, Manning est recruté par Kenny Payne, entraîneur principal des Cardinals de Louisville, pour être son adjoint.

## Clubs successifs
- 1988 - février 1994 : Clippers de Los Angeles.
- février 1994 - septembre 1994 : Hawks d'Atlanta.
- 1994 - 1999 : Suns de Phoenix.
- 1999 - 2000 : Bucks de Milwaukee.
- 2000 - 2001 : Jazz de l'Utah.
- 2001 - 2002 : Mavericks de Dallas.
- 2002 - 2003 : Pistons de Détroit.

## Palmarès
Universitaire
- Champion NCAA 1988 avec les Jayhawks du Kansas.
- Most Outstanding Player du Final Four en 1988.
- Naismith College Player of the Year en 1988.
- John R. Wooden Award en 1988.

Sélection nationale
- Médaille d'or au championnat du monde 1986.
- Médaille de bronze aux Jeux olympiques d'été de 1988.

En franchise
- Champion de la Division Centrale en 1994 avec les Hawks d'Atlanta.
- Champion de la Division Pacifique en 1995 avec les Suns de Phoenix.
- Champion de la Division Centrale en 2003 avec les Pistons de Détroit.

Distinctions personnelles
- Vainqueur du trophée de NBA Sixth Man of the Year Award récompensant le meilleur 6e homme de la ligue en 1998.
- 2 sélections pour le NBA All-Star Game en 1993 et 1994.

Statistiques en carrière : 14,0 points / 5,2 rebonds / 2,3 passes et 1,1 interception en 883 matches de saison régulière (+ 43 en playoffs).